# Foton Ollin
Foton Ollin (кит. 奥铃) — семейство среднетоннажных грузовых автомобилей китайской компании Beiqi Foton Motor Ltd.

## Описание модели
Грузовики Foton Ollin получили кабину, похожую на Toyota Dyna, в 2012 году модель модернизировали и начали называть Foton Ollin, а также начали установку новых более просторных кабин, похожих на Isuzu Forward. Существуют разные виды кузовов, таких как: эвакуатор, авторефрижератор, самосвал и др.
Автомобили Foton Ollin комплектуются дизельными двигателями Isuzu BJ493 объёмом 2,8 л (90—110 л. с., 172—260 Н*м) или Perkins Phaser 110TI/135TI/140TI объёмом 4 л (104—154 л. с., 360—445 Н*м), или Cummins ISF3.8s (156 л. с.), или Yuchai YC4E140 (140 л. с.), или Lovol IE4D160 объёмом 4 л (160 л. с.). Автомобиль с двигателем Cummins называется Foton Ollin CTX, с двигателем Lovol — Foton Ollin TX.
На грузовики устанавливают коробки передач немецкой компании ZF.

## Модификации
- Foton Ollin BJ1039 грузоподъёмностью 1,5 тонн.
- Foton Ollin BJ1041 грузоподъёмностью 3,35 тонн.
- Foton Ollin BJ1043 грузоподъёмностью 3 тонн.
- Foton Ollin BJ1046 грузоподъёмностью 1,8 тонн.
- Foton Ollin BJ1049 грузоподъёмностью 3 тонн.
- Foton Ollin BJ1069 грузоподъёмностью 5 тонн.
- Foton Ollin BJ1089 грузоподъёмностью 6,2—8 тонн.
- Foton Ollin BJ1169 грузоподъёмностью 13 тонн.